# Pradera boreal de las islas Feroe
La pradera boreal de las islas Feroe es una ecorregión de la ecozona paleártica, definida por WWF, constituida por las islas Feroe.

## Descripción
Es una ecorregión de pradera con una extensión de 1.400 kilómetros cuadrados.

## Flora
Se trata de islas volcánicas rocosas con un suelo de turba muy pobre, lo que hace que la vegetación sea escasa.

## Fauna
En los acantilados de sus 1.120 kilómetros de costa anidan multitud de aves marinas.

## Estado de conservación
Vulnerable.